# Етијен де Креси
Етијен де Креси (фр. Étienne de Crécy; Лион, 25. фебруар 1969) је француски хаус ди-џеј и продуцент. Каријеру је започео 1990. године.

## Дискографија

### Албуми
- 1997:
- 2000:
- 2002:
- 2004:
- 2004:

### ЕП-ови
- 1992: , у сарадњи са Филипом Здар
- 1998:
- 2006:

### Синглови
- 2001:
- 2001:
- 2005: